# Pistolet Beretta Px4 Storm
Beretta Px4 Storm – produkowany od 2004 roku włoski pistolet samopowtarzalny. Jego konstrukcja jest oparta na pistolecie Beretta Cougar. Podstawową zmianą w stosunku do wcześniejszego modelu było zastosowanie polimerowego szkieletu. Beretta Px4 produkowana jest w wersjach kalibru 9 mm Parabellum, 9 mm IMI (głównie na rynek włoski) i .40 S&W. Pistolet Px4 Storm jest oferowany w wersjach różniących się zastosowanym mechanizmem spustowym:
- F – SA/DA z bezpiecznikiem manualnym.
- D – DAO, bez bezpiecznika manualnego.
- G – SA/DA, bez bezpiecznika manualnego.
- C – Constant action (zmodyfikowany DAO).

## Opis
Beretta Px4 Storm jest bronią samopowtarzalną. Zasada działania oparta na krótkim odrzucie lufy. Zamek ryglowany przez obrót lufy. Mechanizm spustowy SA/DA (wersje F i G) lub DAO (wersje C i D), z kurkowym mechanizmem uderzeniowym. Po obu stronach zamka znajduje się skrzydełko służące w wersjach F jako skrzydełko bezpiecznika, a w wersjach F i G do zwalniania kurka bez strzału.
Beretta Px4 jest zasilana z wymiennego dwurzędowego magazynka pudełkowego o pojemności 14-20 naboi (zależnie od wersji), umieszczonego w chwycie. Zatrzask magazynka znajduje się z boku chwytu.
Lufa gwintowana, skok gwintu 250 mm (wersje 9 mm), 400 mm (wersja .40S&W)lub 406 mm (wersja 45ACP)
Przyrządy celownicze składają się z muszki i celownika szczerbinkowego. W przedniej części szkieletu znajduje się szyna Picatinny służąca do montażu dodatkowego wyposażenia.